# 보편 성질
범주론에서 보편 성질(普遍性質, 영어: universal property)은 어떤 조건을 최적하게 만족시켜, 대상을 자동적으로 유일하게 정의하는 조건이다.

## 정의
함자 {\displaystyle F\colon {\mathcal {D}}\to {\mathcal {C}}} 및 {\displaystyle {\mathcal {C}}}의 대상 {\displaystyle X\in \operatorname {Ob} ({\mathcal {C}})}가 주어졌을 때, {\displaystyle X}에서 {\displaystyle F}로 가는 시작 사상(始作寫像, 영어: initial morphism)은 쉼표 범주 {\displaystyle X\downarrow F}의 시작 대상 {\displaystyle (A,\phi )}이다. 즉, 임의의 {\displaystyle Y\in \operatorname {Ob} ({\mathcal {D}})} 및 사상 {\displaystyle f\colon X\to F(Y)}에 대하여, 다음 그림이 가환하는 유일한 사상 {\displaystyle g\colon A\to Y}가 존재한다.
{\displaystyle {\begin{matrix}X&{\xrightarrow {\phi }}&F(A)\\&{\scriptstyle f}\searrow &\downarrow \scriptstyle F(g)\\&&F(Y)\end{matrix}}}
함자 {\displaystyle F\colon {\mathcal {D}}\to {\mathcal {C}}} 및 {\displaystyle {\mathcal {C}}}의 대상 {\displaystyle X\in \operatorname {Ob} ({\mathcal {C}})}가 주어졌을 때, {\displaystyle F}에서 {\displaystyle X}로 가는 끝 사상(끝寫像, 영어: terminal morphism)은 쉼표 범주 {\displaystyle F\downarrow X}의 끝 대상 {\displaystyle (A,\phi )}이다. 즉, 임의의 {\displaystyle Y\in \operatorname {Ob} ({\mathcal {D}})} 및 사상 {\displaystyle f\colon F(Y)\to X}에 대하여, 다음 그림이 가환하는 유일한 사상 {\displaystyle g\colon Y\to A}가 존재한다.
{\displaystyle {\begin{matrix}X&{\xleftarrow {\phi }}&F(A)\\&{\scriptstyle f}\nwarrow &\uparrow \scriptstyle F(g)\\&&F(Y)\end{matrix}}}
어떤 대상이 시작 사상 또는 끝 사상을 이룬다면, 이 대상이 보편 성질을 만족시킨다고 한다.

## 성질
보편 성질에 의하여 정의되는 대상은 자동적으로 (동형을 제외하면) 유일하다. 그러나 주어진 보편 성질을 만족시키는 대상이 존재할 필요는 없다.

## 같이 보기
- 극한 (범주론)